# Green Lake, Wisconsin
Green Lake är administrativ huvudort i Green Lake County i Wisconsin i USA. Vid 2010 års folkräkning hade Green Lake 960 invånare.